# Sergej Volkov (scacchista)
Sergej Viktorovič Volkov (Saransk, 7 febbraio 1974) è uno scacchista russo, Grande maestro.
Nel 2000 ha vinto a Samara il 53º Campionato russo.
Altri risultati:
- 1998:  vince il Chigorin Memorial di San Pietroburgo;
- 1999:  vince ancora, alla pari con Aleksandr Griščuk, il Chigorin Memorial di San Pietroburgo;
- 2000:  vince l'argento individuale e di squadra nel campionato europeo a squadre di Neum, con il club "Michail Chigorin" di San Pietroburgo;
- 2002:  terzo nel Campionato europeo individuale di Batumi, dietro a Bartłomiej Macieja e Michail Gurevič;
- 2005:  pari primo con Evgenij Glejzerov ed Emanuel Berg nella 35ª Rilton Cup di Stoccolma;
- 2010:  vince la 40ª Rilton Cup di Stoccolma;[1]
- 2011:  in settembre vince l'open internazionale di Livigno;[2]
- 2013:  in aprile è secondo, dietro a Aleksandr Rachmanov, nel 15º campionato open di Dubai;[3]
- 2014:  in dicembre vince l'open di Pavlodar con 8,5/10;[4]

Ha partecipato al Campionato del mondo FIDE 2002 di Mosca, ma è stato eliminato nel primo turno dal tedesco Thomas Luther.
Ha raggiunto il rating FIDE più alto in luglio 2007, con 2659 punti Elo.